# José P. Laurel
José Paciano Laurel, PLH (9 tháng 3 năm 1891 - ngày 6 tháng 11 năm 1959) là một chính trị gia và thẩm phán người Philippines. Ông là tổng thống của Đệ nhị Cộng hòa Philippines, một nhà nước bù nhìn của Nhật Bản khi bị chiếm đóng trong Thế chiến II, từ năm 1943 đến năm 1945. Kể từ khi chính quyền của Tổng thống Diosdado Macapagal (1961-1965) lên nắm quyền, Laurel đã được các chính quyền sau công nhận là một cựu tổng thống của Philippines.

## Tiểu sử

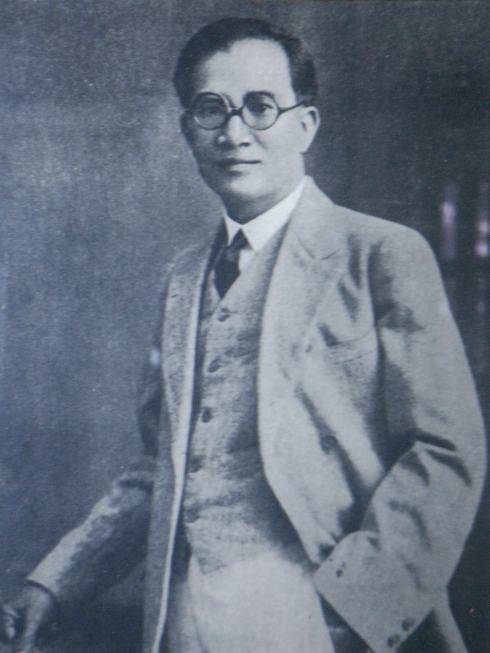
José P. Laurel vào năm 1922, khi ông là luật sư

José Paciano Laurel y García sinh ngày 9 tháng 3 năm 1891 tại thị trấn Tanauan, Batangas. Cha mẹ của ông là Sotero Laurel I và Jacoba García. Cha của ông là một quan chức chính phủ cách mạng của Emilio Aguinaldo và người ký vào Hiến pháp Malolos 1898.
Laurel nhận được bằng luật của Đại học Luật Philippines năm 1915, nơi ông theo học tại Dean George A. Malcolm, người mà sau này ông sẽ thành công trong Toà án Tối cao. Sau đó, ông lấy bằng Thạc sĩ Luật từ Đại học Santo Tomas năm 1919. Laurel sau đó theo học tại trường Yale Law, nơi ông lấy bằng tiến sĩ luật.
Laurel bắt đầu cuộc đời của mình trong lĩnh vực dịch vụ công cộng từ khi là sinh viên, như một người đưa tin trong Văn phòng Lâm nghiệp, sau đó là một thư ký trong Ủy ban Mã số với nhiệm vụ soạn thảo luật của Philipine. Trong thời gian làm việc cho Uỷ ban Mã số, ông được giới thiệu với người đứng đầu của mình, Thomas A. Street, một thẩm phán Tòa án tối cao trong tương lai, người sẽ là người cố vấn cho Laurel trẻ tuổi.
Sau khi trở về từ Yale, Laurel được bổ nhiệm làm Thứ trưởng Bộ Nội vụ vào năm 1922, sau đó được thăng lên làm Bộ trưởng Bộ Nội vụ năm 1923. Trong thời gian đó, ông thường xuyên đụng độ với Thống đốc Mỹ Leonard Wood, và cuối cùng, năm 1923, Từ chức khỏi vị trí của mình cùng với các thành viên nội các khác để phản đối chính quyền của Wood. Cuộc đụng độ của ông với Wood đã củng cố thêm uy tín theo chủ nghĩa dân tộc của Laurel.

## Cuộc sống cá nhân
Ông kết hôn với Pacencia Laurel, Pacencia Hidalgo vào năm 1911. Hai vợ chồng có chín người con:
- José Laurel, Jr., (27 tháng 8 năm 1912 - ngày 11 tháng 3 năm 1998) nghị sĩ Quốc hội Philippine đại diện cho Batangas từ năm 1943 đến năm 1944, Dân biểu từ đơn vị bầu cử thứ ba của Batangas từ năm 1941 đến năm 1957 và từ năm 1961 đến năm 1972, Chủ tịch Hạ viện Philippines từ năm 1954 đến năm 1957 và từ năm 1967 đến năm 1971, Dân Biểu của Batasang từ năm 1984 đến năm 1986, thành viên của Uỷ ban Hiến pháp Philippines năm 1986 từ ngày 2 tháng 6 đến ngày 15 tháng 10 năm 1986 và người phối hợp của Đảng Carlos Nacionalista Đảng Carlos Nacionalista trong cuộc bầu cử Tổng thống Philippines năm 1957, đứng thứ hai trong cuộc đua phó tổng thống chống lại Diosdado Macapagal của Đảng Tự do (Philippines)
- José Laurel III (27 tháng 8 năm 1914 - ngày 6 tháng 1 năm 2003) Đại sứ Nhật Bản
- Natividad Laurel (sinh ngày 25 tháng 12 năm 1916) - Thượng nghị sĩ Philippines từ năm 1987 đến năm 1992 đã trở thành Thượng viện Thượng viện lâm thời từ năm 1990 đến năm 1992
- Mariano Antonio Laurel (ngày 17 tháng 1 năm 1922 - ngày 2 tháng 8 năm 1979[2][3])
- Rosenda Pacencia Laurel (sinh ngày 9 tháng 1 năm 1925)
- Potenciana "Nita" Laurel-Yupangco (sinh ngày 19 tháng 5 năm 1926) - Thượng nghị sĩ Philippines từ năm 1967 đến năm 1972, Thủ tướng Philipin từ ngày 25 tháng 2 đến 25 tháng 3 năm 1986 [ [Từ ngày 25 tháng 3 năm 1986 đến ngày 2 tháng 2 năm 1987, Phó chủ tịch của Philipin từ ngày 25 tháng 2 năm 1986 đến ngày 30 tháng 6 năm 1992 và một Ứng cử viên tổng thống của đảng Nacionalista trong cuộc bầu cử tổng thống Philippines năm 1992 đã xếp thứ bảy trong cuộc đua tranh cử tổng thống chống lại Fidel V. Ramos
- Arsenio Laurel (ngày 14 tháng 12 năm 1931 - 19 tháng 11 năm 1967) Ông là người chiến thắng hai lần đầu tiên của [Grand Prix Ma Cao], chiến thắng liên tiếp vào năm 1962 và 1963